# Ochotnik (Łódź)
Ochotnik (prononcé en polonais : [ɔˈxɔtnik]) est un village de la gmina de Masłowice, du powiat de Radomsko, dans la voïvodie de Łódź, situé dans le centre de la Pologne.
Il se situe à environ 26 kilomètres  à l'est de Radomsko (siège du powiat) et 76 kilomètres au sud de la capitale régionale Łódź (capitale de la voïvodie).

## Administration
De 1975 à 1998, le village était attaché administrativement à l'ancienne voïvodie de Piotrków.

Depuis 1999, il fait partie de la nouvelle voïvodie de Łódź.